# Agrilus nebulatus
Agrilus nebulatus es una especie de insecto del género Agrilus, familia Buprestidae, orden Coleoptera.
Fue descrita científicamente por Curletti, en 2006.